# Elendil
Elendil (qya) é um personagem fictício do legendarium de J. R. R. Tolkien. Ele aparece em O Senhor dos Anéis, O Silmarillion e Contos Inacabados. Pai de Isildur e Anárion, foi o último senhor de Andúnië na ilha de Númenor e, após escapar de sua destruição navegando para a Terra Média, tornou-se o primeiro Rei Supremo de Arnor e Gondor. Na Última Aliança de Homens e Elfos, Elendil e  Gil-galad sitiaram a fortaleza de Barad-dûr, pertencente ao Senhor do Escuro Sauron, e o enfrentaram em combate direto pelo Um Anel. Ambos, Elendil e Gil-galad, foram mortos, e Isildur, filho de Elendil, tomou o Anel para si.
Tolkien descreveu Elendil como uma figura "noaquina", um eco do bíblico Noé. Elendil escapou do dilúvio que destruiu Númenor, um paralelo ao mito de Atlântida, e fundou novos reinos númenorianos na Terra Média.

## História fictícia

### Biografia
Elendil nasceu em Númenor, filho de Amandil, Senhor de Andúnië e líder dos "Fiéis" (aqueles que permaneciam leais aos Valar). Os Fiéis mantinham uma forte amizade com os Elfos e preservavam as tradições antigas, em oposição às práticas do rei Ar-Pharazôn e de Sauron. Amandil, pai de Elendil, foi um grande almirante da frota númenoriana e amigo de juventude de Ar-Pharazôn, mas, com o aumento da influência de Sauron, decidiu seguir o exemplo de seu ancestral Eärendil: navegou para Valinor em busca do perdão dos Valar. Amandil nunca mais foi visto, mas, por sua insistência, Elendil, seus filhos Isildur e Anárion, e seus seguidores fugiram da Queda de Númenor no final da Segunda Era, chegando à Terra Média em nove navios. Elendil desembarcou em Lindon, onde foi acolhido por Gil-galad, o Rei Élfico. As ondas levaram Isildur e Anárion ao sul, até a Baía de Belfalas e a foz do rio Anduin. Os líderes levaram consigo os palantíri, as "Pedras Videntes" dadas aos Senhores de Andúnië pelos Elfos de Tol Eressëa, e uma muda de Nimloth, a Árvore Branca de Númenor.
Em Contos Inacabados, relata-se que, ao desembarcar na Terra Média, Elendil proclamou em Quenya: Et Eärello Endorenna utúlien. Sinome maruvan ar Hildinyar tenn' Ambar-metta! ("Do Grande Mar à Terra Média eu vim. Neste lugar permanecerei, eu e meus herdeiros, até o fim do mundo."). Seu herdeiro e descendente da 40ª geração na linha pai-filho, Aragorn, repetiu essas palavras tradicionais ao assumir a coroa de Gondor em O Retorno do Rei.
Elendil fundou o reino do norte, Arnor, com sua capital em Annúminas. Seus filhos estabeleceram o reino do sul, Gondor; Anárion fundou a cidade de Minas Anor (posteriormente Minas Tirith) em Anórien, e Isildur fundou Minas Ithil (posteriormente Minas Morgul) em Ithilien. Elendil era o Rei Supremo, governando diretamente Arnor e indiretamente Gondor, por meio de seu rei.
Conforme descrito em A Sociedade do Anel, Sauron eventualmente retornou à Terra Média, estabelecendo uma fortaleza em Mordor, próxima a Gondor. Ele atacou, tomando Minas Ithil. Isildur fugiu para o norte, ao encontro de seu pai, deixando Anárion no comando de Gondor. Elendil e Isildur retornaram ao sul, junto com Gil-galad e seus exércitos combinados, na Última Aliança de Elfos e Homens. Eles derrotaram Sauron na Batalha de Dagorlad e sitiaram sua fortaleza, Barad-dûr. Durante esse longo cerco, Anárion foi morto. Por fim, Sauron saiu pessoalmente para lutar. Gil-galad e Elendil o enfrentaram, mas ambos foram mortos, e a espada de Elendil, Narsil, quebrou-se sob seu corpo. Isildur usou a espada quebrada de seu pai para cortar o Um Anel da mão de Sauron.

### Linha dos Meio-elfos
| Finwë  | Finwë  | Finwë     | Finwë     | Finwë                        | Finwë                        |                              |                              | Indis                        | Indis                        | Indis                                    | Indis    | Indis    | Indis    |          |          |                   |                   | Casa de Hador     | Casa de Hador     | Casa de Hador     | Casa de Hador     | Casa de Hador | Casa de Hador |                    |                    |                    |                    | Casa de Bëor       | Casa de Bëor       | Casa de Bëor | Casa de Bëor | Casa de Bëor | Casa de Bëor |           |           |                   |                   | Thingol           | Thingol           | Thingol           | Thingol           | Thingol | Thingol |         |         | Melian  | Melian  | Melian  | Melian  | Melian | Melian |
| Finwë  | Finwë  | Finwë     | Finwë     | Finwë                        | Finwë                        |                              |                              | Indis                        | Indis                        | Indis                                    | Indis    | Indis    | Indis    |          |          |                   |                   | Casa de Hador     | Casa de Hador     | Casa de Hador     | Casa de Hador     | Casa de Hador | Casa de Hador |                    |                    |                    |                    | Casa de Bëor       | Casa de Bëor       | Casa de Bëor | Casa de Bëor | Casa de Bëor | Casa de Bëor |           |           |                   |                   | Thingol           | Thingol           | Thingol           | Thingol           | Thingol | Thingol |         |         | Melian  | Melian  | Melian  | Melian  | Melian | Melian |
|        |        |           |           |                              |                              |                              |                              |                              |                              |                                          |          |          |          |          |          |                   |                   |                   |                   |                   |                   |               |               |                    |                    |                    |                    |                    |                    |              |              |              |              |           |           |                   |                   |                   |                   |                   |                   |         |         |         |         |         |         |         |         |        |        |
|        |        | Fingolfin | Fingolfin | Fingolfin                    | Fingolfin                    | Fingolfin                    | Fingolfin                    |                              |                              | Anairë                                   | Anairë   | Anairë   | Anairë   | Anairë   | Anairë   |                   |                   | Galdor            | Galdor            | Galdor            | Galdor            | Galdor        | Galdor        |                    |                    |                    |                    | Barahir            | Barahir            | Barahir      | Barahir      | Barahir      | Barahir      |           |           |                   |                   |                   |                   |                   |                   |         |         |         |         |         |         |         |         |        |        |
|        |        | Fingolfin | Fingolfin | Fingolfin                    | Fingolfin                    | Fingolfin                    | Fingolfin                    |                              |                              | Anairë                                   | Anairë   | Anairë   | Anairë   | Anairë   | Anairë   |                   |                   | Galdor            | Galdor            | Galdor            | Galdor            | Galdor        | Galdor        |                    |                    |                    |                    | Barahir            | Barahir            | Barahir      | Barahir      | Barahir      | Barahir      |           |           |                   |                   |                   |                   |                   |                   |         |         |         |         |         |         |         |         |        |        |
|        |        |           |           |                              |                              |                              |                              |                              |                              |                                          |          |          |          |          |          |                   |                   |                   |                   |                   |                   |               |               |                    |                    |                    |                    |                    |                    |              |              |              |              |           |           |                   |                   |                   |                   |                   |                   |         |         |         |         |         |         |         |         |        |        |
| Elenwë | Elenwë | Elenwë    | Elenwë    | Elenwë                       | Elenwë                       |                              |                              | Turgon                       | Turgon                       | Turgon                                   | Turgon   | Turgon   | Turgon   |          |          |                   |                   | Huor              | Huor              | Huor              | Huor              | Huor          | Huor          |                    |                    |                    |                    | Beren              | Beren              | Beren        | Beren        | Beren        | Beren        |           |           |                   |                   |                   |                   |                   |                   |         |         | Lúthien | Lúthien | Lúthien | Lúthien | Lúthien | Lúthien |        |        |
| Elenwë | Elenwë | Elenwë    | Elenwë    | Elenwë                       | Elenwë                       |                              |                              | Turgon                       | Turgon                       | Turgon                                   | Turgon   | Turgon   | Turgon   |          |          |                   |                   | Huor              | Huor              | Huor              | Huor              | Huor          | Huor          |                    |                    |                    |                    | Beren              | Beren              | Beren        | Beren        | Beren        | Beren        |           |           |                   |                   |                   |                   |                   |                   |         |         | Lúthien | Lúthien | Lúthien | Lúthien | Lúthien | Lúthien |        |        |
|        |        |           |           |                              |                              |                              |                              |                              |                              |                                          |          |          |          |          |          |                   |                   |                   |                   |                   |                   |               |               |                    |                    |                    |                    |                    |                    |              |              |              |              |           |           |                   |                   |                   |                   |                   |                   |         |         |         |         |         |         |         |         |        |        |
|        |        |           |           | Idril                        | Idril                        | Idril                        | Idril                        | Idril                        | Idril                        |                                          |          |          |          |          |          | Tuor              | Tuor              | Tuor              | Tuor              | Tuor              | Tuor              |               |               |                    |                    | Nimloth            | Nimloth            | Nimloth            | Nimloth            | Nimloth      | Nimloth      |              |              |           |           |                   |                   | Dior              | Dior              | Dior              | Dior              | Dior    | Dior    |         |         |         |         |         |         |        |        |
|        |        |           |           | Idril                        | Idril                        | Idril                        | Idril                        | Idril                        | Idril                        |                                          |          |          |          |          |          | Tuor              | Tuor              | Tuor              | Tuor              | Tuor              | Tuor              |               |               |                    |                    | Nimloth            | Nimloth            | Nimloth            | Nimloth            | Nimloth      | Nimloth      |              |              |           |           |                   |                   | Dior              | Dior              | Dior              | Dior              | Dior    | Dior    |         |         |         |         |         |         |        |        |
|        |        |           |           |                              |                              |                              |                              |                              |                              |                                          |          |          |          |          |          |                   |                   |                   |                   |                   |                   |               |               |                    |                    |                    |                    |                    |                    |              |              |              |              |           |           |                   |                   |                   |                   |                   |                   |         |         |         |         |         |         |         |         |        |        |
|        |        |           |           |                              |                              |                              |                              |                              |                              |                                          |          |          |          |          |          |                   |                   |                   |                   |                   |                   |               |               |                    |                    |                    |                    |                    |                    |              |              |              |              |           |           |                   |                   |                   |                   |                   |                   |         |         |         |         |         |         |         |         |        |        |
|        |        |           |           |                              |                              |                              |                              |                              |                              | Eärendil                                 | Eärendil | Eärendil | Eärendil | Eärendil | Eärendil |                   |                   |                   |                   |                   |                   | Elwing        | Elwing        | Elwing             | Elwing             | Elwing             | Elwing             |                    |                    |              |              |              |              |           |           | Eluréd e Elurín   | Eluréd e Elurín   | Eluréd e Elurín   | Eluréd e Elurín   | Eluréd e Elurín   | Eluréd e Elurín   |         |         |         |         |         |         |         |         |        |        |
|        |        |           |           |                              |                              |                              |                              |                              |                              | Eärendil                                 | Eärendil | Eärendil | Eärendil | Eärendil | Eärendil |                   |                   |                   |                   |                   |                   | Elwing        | Elwing        | Elwing             | Elwing             | Elwing             | Elwing             |                    |                    |              |              |              |              |           |           | Eluréd e Elurín   | Eluréd e Elurín   | Eluréd e Elurín   | Eluréd e Elurín   | Eluréd e Elurín   | Eluréd e Elurín   |         |         |         |         |         |         |         |         |        |        |
|        |        |           |           |                              |                              |                              |                              |                              |                              |                                          |          |          |          |          |          |                   |                   |                   |                   |                   |                   |               |               |                    |                    |                    |                    |                    |                    |              |              |              |              |           |           |                   |                   |                   |                   |                   |                   |         |         |         |         |         |         |         |         |        |        |
|        |        |           |           |                              |                              |                              |                              |                              |                              |                                          |          |          |          |          |          |                   |                   |                   |                   |                   |                   |               |               |                    |                    |                    |                    | Galadriel          | Galadriel          | Galadriel    | Galadriel    | Galadriel    | Galadriel    |           |           | Celeborn          | Celeborn          | Celeborn          | Celeborn          | Celeborn          | Celeborn          |         |         |         |         |         |         |         |         |        |        |
|        |        |           |           |                              |                              |                              |                              |                              |                              |                                          |          |          |          |          |          |                   |                   |                   |                   |                   |                   |               |               |                    |                    |                    |                    | Galadriel          | Galadriel          | Galadriel    | Galadriel    | Galadriel    | Galadriel    |           |           | Celeborn          | Celeborn          | Celeborn          | Celeborn          | Celeborn          | Celeborn          |         |         |         |         |         |         |         |         |        |        |
|        |        |           |           |                              |                              |                              |                              |                              |                              |                                          |          |          |          |          |          |                   |                   |                   |                   |                   |                   |               |               |                    |                    |                    |                    |                    |                    |              |              |              |              |           |           |                   |                   |                   |                   |                   |                   |         |         |         |         |         |         |         |         |        |        |
|        |        |           |           |                              |                              |                              |                              |                              |                              |                                          |          |          |          |          |          |                   |                   |                   |                   |                   |                   |               |               |                    |                    |                    |                    |                    |                    |              |              |              |              |           |           |                   |                   |                   |                   |                   |                   |         |         |         |         |         |         |         |         |        |        |
|        |        |           |           |                              |                              |                              |                              |                              |                              | Elros                                    | Elros    | Elros    | Elros    | Elros    | Elros    |                   |                   |                   |                   |                   |                   | Elrond        | Elrond        | Elrond             | Elrond             | Elrond             | Elrond             |                    |                    |              |              |              |              | Celebrían | Celebrían | Celebrían         | Celebrían         | Celebrían         | Celebrían         |                   |                   |         |         |         |         |         |         |         |         |        |        |
|        |        |           |           |                              |                              |                              |                              |                              |                              | Elros                                    | Elros    | Elros    | Elros    | Elros    | Elros    |                   |                   |                   |                   |                   |                   | Elrond        | Elrond        | Elrond             | Elrond             | Elrond             | Elrond             |                    |                    |              |              |              |              | Celebrían | Celebrían | Celebrían         | Celebrían         | Celebrían         | Celebrían         |                   |                   |         |         |         |         |         |         |         |         |        |        |
|        |        |           |           |                              |                              |                              |                              |                              |                              |                                          |          |          |          |          |          |                   |                   |                   |                   |                   |                   |               |               |                    |                    |                    |                    |                    |                    |              |              |              |              |           |           |                   |                   |                   |                   |                   |                   |         |         |         |         |         |         |         |         |        |        |
|        |        |           |           |                              |                              |                              |                              |                              |                              | 22 Reis de Númenor e Senhores de Andúnië |          |          |          |          |          |                   |                   |                   |                   |                   |                   |               |               |                    |                    |                    |                    |                    |                    |              |              |              |              |           |           |                   |                   |                   |                   |                   |                   |         |         |         |         |         |         |         |         |        |        |
|        |        |           |           |                              |                              |                              |                              |                              |                              |                                          |          |          |          |          |          |                   |                   |                   |                   |                   |                   |               |               |                    |                    |                    |                    |                    |                    |              |              |              |              |           |           |                   |                   |                   |                   |                   |                   |         |         |         |         |         |         |         |         |        |        |
|        |        |           |           |                              |                              |                              |                              |                              |                              | Elendil                                  |          |          |          |          |          |                   |                   |                   |                   |                   |                   |               |               |                    |                    |                    |                    |                    |                    |              |              |              |              |           |           |                   |                   |                   |                   |                   |                   |         |         |         |         |         |         |         |         |        |        |
|        |        |           |           |                              |                              |                              |                              |                              |                              |                                          |          |          |          |          |          |                   |                   |                   |                   |                   |                   |               |               |                    |                    |                    |                    |                    |                    |              |              |              |              |           |           |                   |                   |                   |                   |                   |                   |         |         |         |         |         |         |         |         |        |        |
|        |        |           |           |                              |                              |                              |                              |                              |                              |                                          |          |          |          |          |          |                   |                   |                   |                   |                   |                   |               |               |                    |                    |                    |                    |                    |                    |              |              |              |              |           |           |                   |                   |                   |                   |                   |                   |         |         |         |         |         |         |         |         |        |        |
|        |        |           |           | Isildur                      | Isildur                      | Isildur                      | Isildur                      | Isildur                      | Isildur                      |                                          |          |          |          |          |          | Anárion           | Anárion           | Anárion           | Anárion           | Anárion           | Anárion           |               |               |                    |                    |                    |                    |                    |                    |              |              |              |              |           |           |                   |                   |                   |                   |                   |                   |         |         |         |         |         |         |         |         |        |        |
|        |        |           |           | Isildur                      | Isildur                      | Isildur                      | Isildur                      | Isildur                      | Isildur                      |                                          |          |          |          |          |          | Anárion           | Anárion           | Anárion           | Anárion           | Anárion           | Anárion           |               |               |                    |                    |                    |                    |                    |                    |              |              |              |              |           |           |                   |                   |                   |                   |                   |                   |         |         |         |         |         |         |         |         |        |        |
|        |        |           |           | 22 Reis de Arnor e Arthedain | 22 Reis de Arnor e Arthedain | 22 Reis de Arnor e Arthedain | 22 Reis de Arnor e Arthedain | 22 Reis de Arnor e Arthedain | 22 Reis de Arnor e Arthedain |                                          |          |          |          |          |          | 27 Reis de Gondor | 27 Reis de Gondor | 27 Reis de Gondor | 27 Reis de Gondor | 27 Reis de Gondor | 27 Reis de Gondor |               |               |                    |                    |                    |                    |                    |                    |              |              |              |              |           |           |                   |                   |                   |                   |                   |                   |         |         |         |         |         |         |         |         |        |        |
|        |        |           |           | 22 Reis de Arnor e Arthedain | 22 Reis de Arnor e Arthedain | 22 Reis de Arnor e Arthedain | 22 Reis de Arnor e Arthedain | 22 Reis de Arnor e Arthedain | 22 Reis de Arnor e Arthedain |                                          |          |          |          |          |          | 27 Reis de Gondor | 27 Reis de Gondor | 27 Reis de Gondor | 27 Reis de Gondor | 27 Reis de Gondor | 27 Reis de Gondor |               |               |                    |                    |                    |                    |                    |                    |              |              |              |              |           |           |                   |                   |                   |                   |                   |                   |         |         |         |         |         |         |         |         |        |        |
|        |        |           |           | Arvedui                      | Arvedui                      | Arvedui                      | Arvedui                      | Arvedui                      | Arvedui                      |                                          |          |          |          |          |          | Fíriel            | Fíriel            | Fíriel            | Fíriel            | Fíriel            | Fíriel            |               |               |                    |                    |                    |                    |                    |                    |              |              |              |              |           |           |                   |                   |                   |                   |                   |                   |         |         |         |         |         |         |         |         |        |        |
|        |        |           |           | Arvedui                      | Arvedui                      | Arvedui                      | Arvedui                      | Arvedui                      | Arvedui                      |                                          |          |          |          |          |          | Fíriel            | Fíriel            | Fíriel            | Fíriel            | Fíriel            | Fíriel            |               |               |                    |                    |                    |                    |                    |                    |              |              |              |              |           |           |                   |                   |                   |                   |                   |                   |         |         |         |         |         |         |         |         |        |        |
|        |        |           |           |                              |                              |                              |                              |                              |                              |                                          |          |          |          |          |          |                   |                   |                   |                   |                   |                   |               |               |                    |                    |                    |                    |                    |                    |              |              |              |              |           |           |                   |                   |                   |                   |                   |                   |         |         |         |         |         |         |         |         |        |        |
|        |        |           |           |                              |                              |                              |                              |                              |                              | 15 Chefes Dúnedain                       |          |          |          |          |          |                   |                   |                   |                   |                   |                   |               |               |                    |                    |                    |                    |                    |                    |              |              |              |              |           |           |                   |                   |                   |                   |                   |                   |         |         |         |         |         |         |         |         |        |        |
|        |        |           |           |                              |                              |                              |                              |                              |                              |                                          |          |          |          |          |          |                   |                   |                   |                   |                   |                   |               |               |                    |                    |                    |                    |                    |                    |              |              |              |              |           |           |                   |                   |                   |                   |                   |                   |         |         |         |         |         |         |         |         |        |        |
|        |        |           |           |                              |                              |                              |                              |                              |                              |                                          |          |          |          |          |          |                   |                   |                   |                   |                   |                   |               |               |                    |                    |                    |                    |                    |                    |              |              |              |              |           |           |                   |                   |                   |                   |                   |                   |         |         |         |         |         |         |         |         |        |        |
|        |        |           |           |                              |                              |                              |                              |                              |                              |                                          |          |          |          |          |          |                   |                   |                   |                   |                   |                   |               |               |                    |                    |                    |                    |                    |                    |              |              |              |              |           |           |                   |                   |                   |                   |                   |                   |         |         |         |         |         |         |         |         |        |        |
|        |        |           |           |                              |                              |                              |                              |                              |                              | Aragorn                                  | Aragorn  | Aragorn  | Aragorn  | Aragorn  | Aragorn  |                   |                   |                   |                   |                   |                   |               |               |                    |                    | Arwen              | Arwen              | Arwen              | Arwen              | Arwen        | Arwen        |              |              |           |           | Elladan e Elrohir | Elladan e Elrohir | Elladan e Elrohir | Elladan e Elrohir | Elladan e Elrohir | Elladan e Elrohir |         |         |         |         |         |         |         |         |        |        |
|        |        |           |           |                              |                              |                              |                              |                              |                              | Aragorn                                  | Aragorn  | Aragorn  | Aragorn  | Aragorn  | Aragorn  |                   |                   |                   |                   |                   |                   |               |               |                    |                    | Arwen              | Arwen              | Arwen              | Arwen              | Arwen        | Arwen        |              |              |           |           | Elladan e Elrohir | Elladan e Elrohir | Elladan e Elrohir | Elladan e Elrohir | Elladan e Elrohir | Elladan e Elrohir |         |         |         |         |         |         |         |         |        |        |
|        |        |           |           |                              |                              |                              |                              |                              |                              |                                          |          |          |          |          |          |                   |                   |                   |                   |                   |                   |               |               |                    |                    |                    |                    |                    |                    |              |              |              |              |           |           |                   |                   |                   |                   |                   |                   |         |         |         |         |         |         |         |         |        |        |
|        |        |           |           |                              |                              |                              |                              |                              |                              |                                          |          |          |          |          |          |                   |                   |                   |                   |                   |                   |               |               |                    |                    |                    |                    |                    |                    |              |              |              |              |           |           |                   |                   |                   |                   |                   |                   |         |         |         |         |         |         |         |         |        |        |
|        |        |           |           |                              |                              |                              |                              |                              |                              |                                          |          | Eldarion | Eldarion | Eldarion | Eldarion | Eldarion          | Eldarion          |                   |                   |                   |                   |               |               | No mínimo 3 filhas | No mínimo 3 filhas | No mínimo 3 filhas | No mínimo 3 filhas | No mínimo 3 filhas | No mínimo 3 filhas |              |              |              |              |           |           |                   |                   |                   |                   |                   |                   |         |         |         |         |         |         |         |         |        |        |

## Análise

### Ecos bíblicos

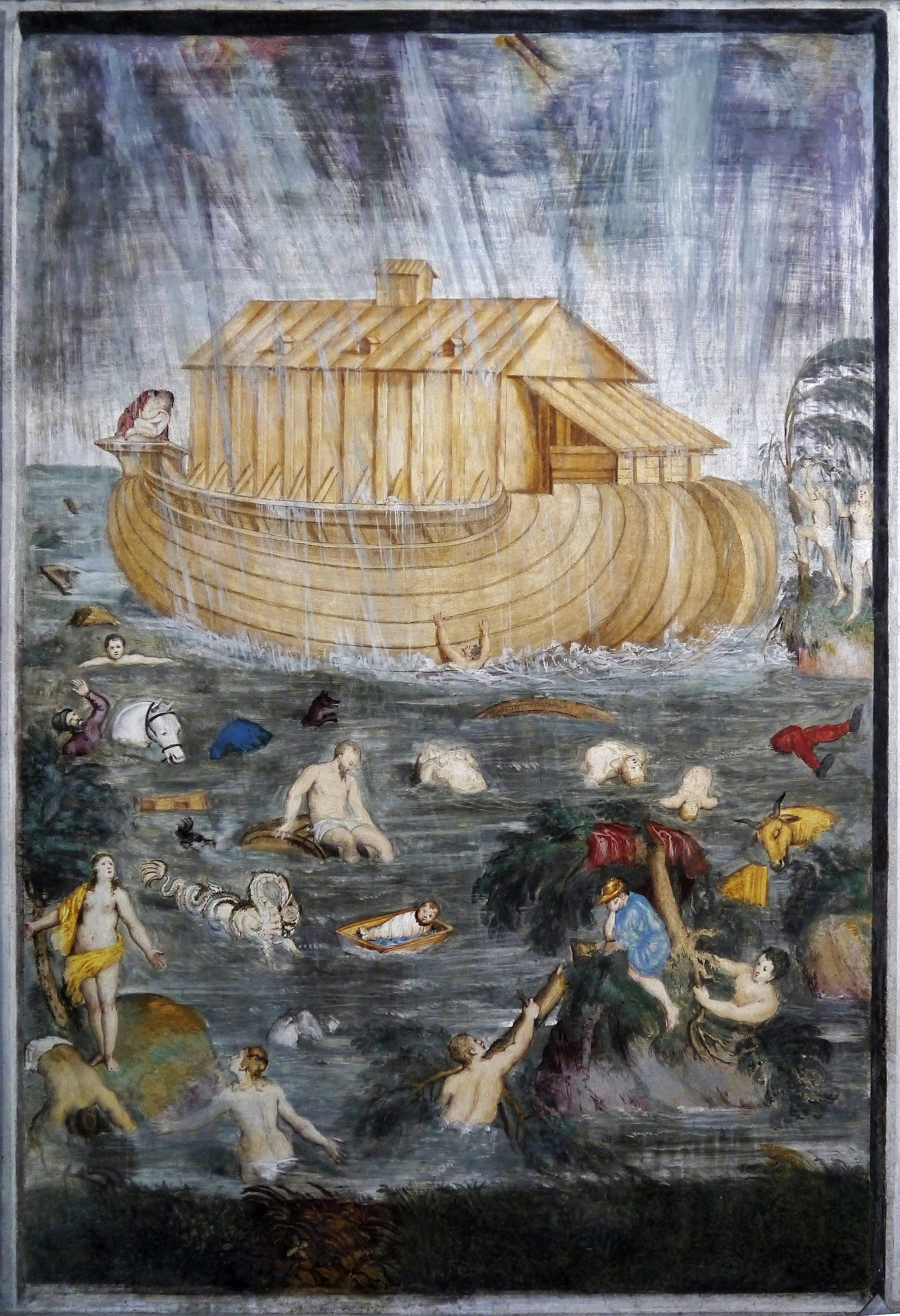
Tolkien comparou Elendil ao bíblico Noé, que também escapou da destruição de uma civilização por meio de um navio. Afresco em San Maurizio al Monastero Maggiore, Milão

O estudioso de literatura Nicholas Birns [en] observa que a sobrevivência de Elendil à queda de Númenor evoca tanto a Atlântida de Platão quanto a Queda do Homem bíblica. Tolkien descreveu Elendil como uma figura "noaquina", um eco do bíblico Noé. Tolkien explica que Elendil "se absteve" da rebelião númenoriana e manteve navios preparados; ele "foge antes da tempestade avassaladora da ira do Oeste [de Valinor], sendo elevado pelas ondas imponentes que trazem ruína ao oeste da Terra Média". Birns destaca que Elendil, uma figura extremamente importante na Terra Média, viveu em um tempo comparativamente posterior ao de Noé; enquanto Noé era um refugiado, Elendil foi "um imperialista, um fundador de reinos". Contudo, Birns reconhece que "noaquina" implica uma categoria de pessoas semelhante a Noé, permitindo diferentes tipos de dilúvio. Ele comenta que a Terra Média possui seus mitos de Criação e Dilúvio, mas não exatamente uma queda do homem. Como católico, Tolkien pode ter preferido trabalhar com forças da natureza presentes na Criação e no Dilúvio, evitando a narrativa da queda, que aparece em contos não cristãos do Oriente Médio, como o Épico de Gilgamesh para o Dilúvio e o Enuma Elish para a Criação.
A sacerdotisa e estudiosa de Tolkien Fleming Rutledge [en] escreve que Aragorn, ao narrar o Lai de Beren e Lúthien aos hobbits, afirma que a linhagem de Lúthien "nunca falhará". Rutledge menciona os "reis de Númenor, isto é, Ocidente", e, enquanto o observam, a lua "surge atrás dele como se o estivesse coroando", o que ela considera um eco da Transfiguração. Ela explica que Aragorn descende de Elendil e sabe que herdará "a coroa de Elendil e dos outros Reis do extinto Númenor", assim como Jesus descende de Rei Davi, cumprindo a profecia de que a linhagem dos reis não falharia.
Zak Cramer observa na revista Mallorn que o nome do meio de Tolkien, Reuel, significa "amigo de Deus" e pode ser interpretado como "amigo de El", referindo-se à palavra hebraica para "Deus". Ele especula que Elendil, "amigo dos elfos", pode ser um trocadilho com esse nome.

### Ecos clássicos
O estudioso clássico J. K. Newman compara o mito de Elendil e a derrota de Sauron com Jasão e a conquista do Velo de Ouro. Em ambos, um prêmio dourado é obtido; em ambos, há consequências nefastas – o filho de Elendil, Isildur, é traído e o Anel é perdido, levando à Guerra do Anel e à missão de Frodo; Medeia assassina os filhos de Jasão.

### Ecos germânicos
Tolkien escreveu em uma carta de 1964 que a história de Elendil começou quando ele e C. S. Lewis decidiram escrever, respectivamente, uma história de viagem espacial e uma de viagem no tempo. A história de Tolkien, intitulada Númenor, a Terra no Oeste, apresentava pares repetidos de pai e filho cujos nomes significavam "amigo da felicidade" e "amigo dos elfos" a cada vez. A narrativa não foi concluída, mas sobrevive em dois romances inacabados de viagem no tempo, The Lost Road e The Notion Club Papers [en]. Os amigos dos elfos seriam Elwin no presente; Ælfwine (Inglês Antigo) por volta de 918 d.C.; Alboin da lenda "Lombárdica"; e, finalmente, Elendil de Númenor. Tolkien afirma que perdeu o interesse nos outros e focou em Elendil, cuja história incorporou à sua "mitologia principal". Uma correspondente de Tolkien, a estudiosa de literatura inglesa Rhona Beare, escreve na Mythlore [en] que Elendil é um "ancestral remoto" de Alboin; quando Alboin viaja no tempo, ele acha Númenor ao mesmo tempo familiar e estranho, pois a vê tanto com os olhos de Elendil quanto com os seus próprios.
| Germânico | Inglês Antigo | Significado         | Nome moderno         | Quenya (em Númenor)          |
| --------- | ------------- | ------------------- | -------------------- | ---------------------------- |
| Alboin    | Ælfwine       | Amigo dos elfos     | Alwin, Elwin, Aldwin | Elendil                      |
| Audoin    | Eadwine [en]  | Amigo da felicidade | Edwin                | Herendil                     |
| —         | Oswine        | Amigo de Deus       | Oswin, cf. Oswald    | Valandil ("amigo dos Valar") |

## Adaptações
Em O Senhor dos Anéis: A Sociedade do Anel de Peter Jackson, Elendil é interpretado por Peter McKenzie [en]. Ele aparece brevemente no prólogo, onde é morto por Sauron. A ação difere do livro, onde Gil-galad e Elendil derrotam heroicamente Sauron, ao custo de suas próprias vidas, permitindo que Isildur tome o Anel sem dificuldade. No filme, Sauron derrota Elendil, e Isildur luta contra Sauron, cortando seu dedo e o Anel, o que leva à derrota de Sauron. Tolkien instruiu que "Sauron não deve ser considerado muito terrível. A forma que ele assumiu era de uma estatura mais que humana, mas não gigantesca", embora pudesse parecer "uma figura imponente de grande força física e comportamento e semblante extremamente régios". Jackson opta por tornar Sauron muito maior que Elendil para a batalha final. O estudioso de literatura inglesa Robert Tally [en] comenta que é irônico que Jackson possa ter se aproximado mais das intenções de Tolkien no prólogo, representando Sauron em forma humanoide, enquanto em outras partes da série de filmes ele é um olho desencarnado.
Na série de televisão de 2022, O Senhor dos Anéis: Os Anéis do Poder, Elendil é interpretado por Lloyd Owen [en]. A série apresenta Elendil como um nobre númenoriano, capitão marítimo. Ele é viúvo e tem três filhos adultos: os filhos Isildur e Anárion, e uma filha, Eärien.

### J. R. R. Tolkien
1. 1 2  (Tolkien 1977), "Dos Anéis de Poder e da Terceira Era"
2. 1 2  (Tolkien 1977), "Akallabêth"
3. ↑  (Tolkien 1980), Parte III, cap. 1 "O Desastre dos Campos de Lis"
4. ↑  (Tolkien 1955), Livro VI, cap. 5 "O Regente e o Rei"
5. ↑  (Tolkien 1954), Livro II, cap. 2 "O Conselho de Elrond"
6. 1 2 3  (Carpenter 2023, Carta #131 para Milton Waldman, final de 1951)
7. ↑  (Carpenter 2023, Carta #257 para Christopher Bretherton, 16 de julho de 1964)
8. ↑  (Carpenter 2023, Carta #246 para Sra. Eileen Elgar, setembro de 1963)